# Jenynsia weitzmani
Jenynsia weitzmani is een straalvinnige vissensoort uit de familie van de vierogen (Anablepidae). De wetenschappelijke naam van de soort is voor het eerst geldig gepubliceerd in 2001 door Ghedotti, Meisner & Lucinda.